# Commensalisme
Ne doit pas être confondu avec Commensalité.

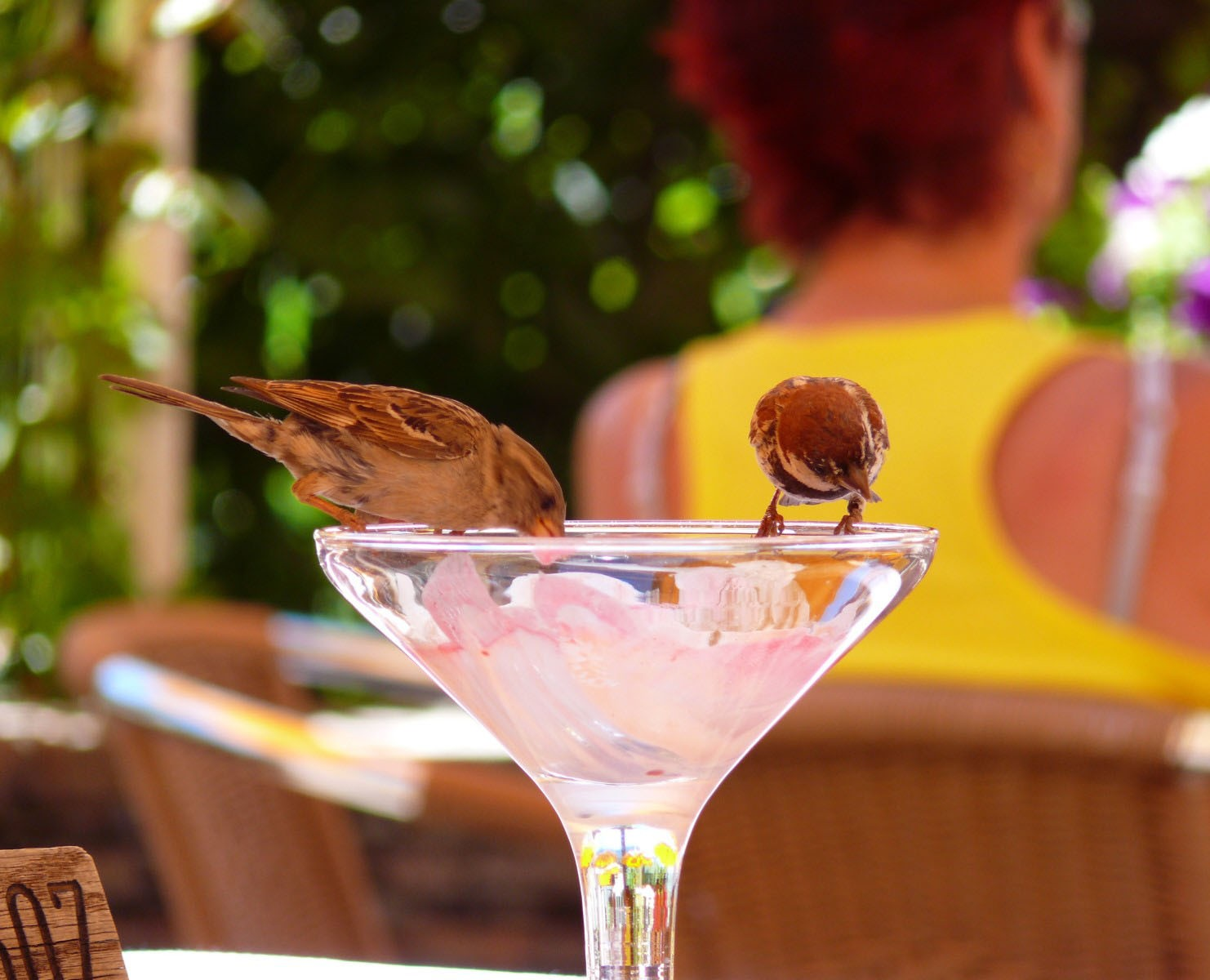
Un couple de moineaux cisalpins se nourrit dans une coupe de glace.

Diagramme simplifié des six principales interactions biologiques.

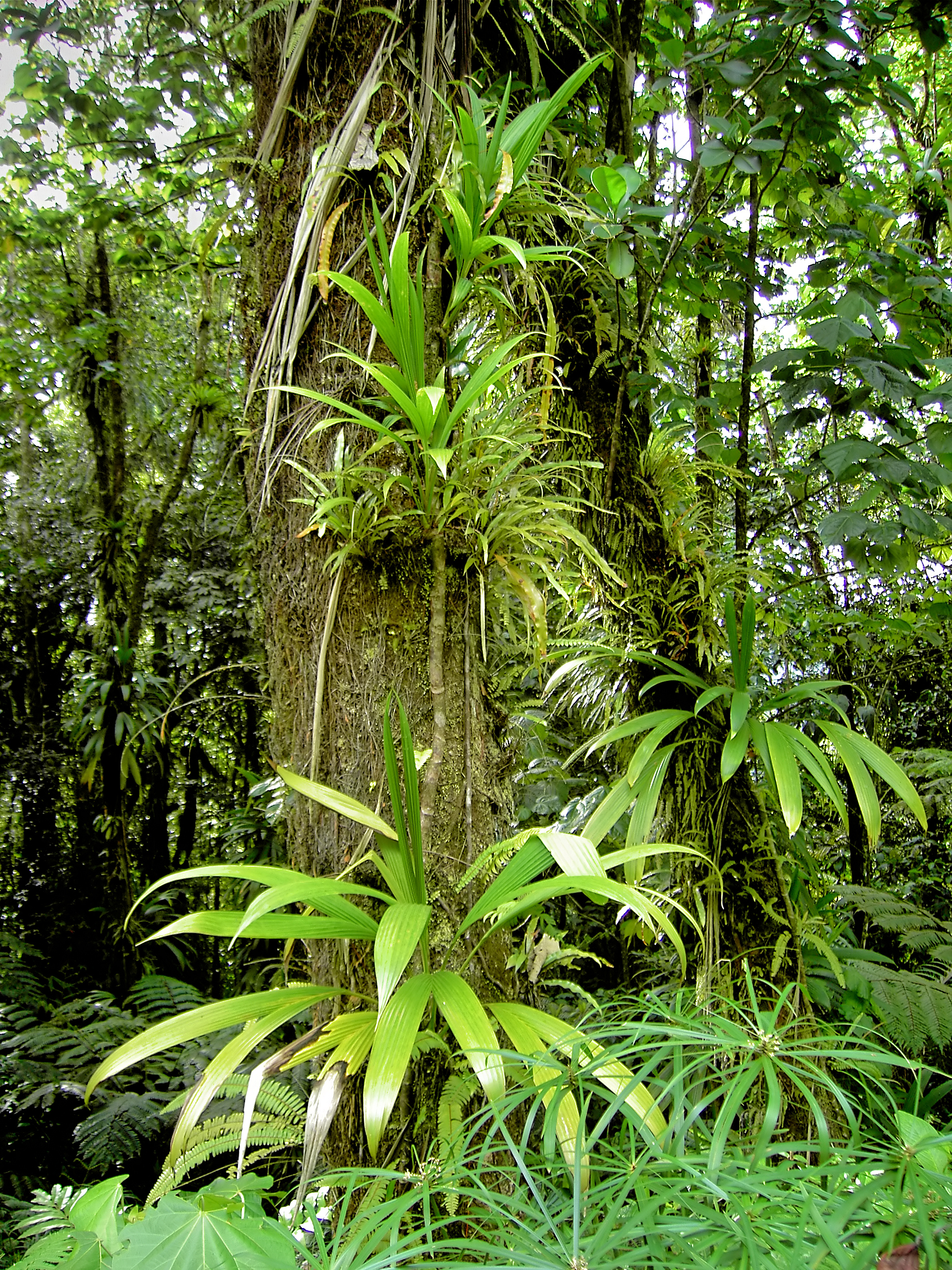
Épiphytes et lianes sur un tronc à la Dominique.

Le commensalisme (du latin cum-, « avec » et mensa, « table », par exemple « compagnon de table » ou « manger à la même table ») est un type d’interaction biologique naturelle et fréquente ou systématique entre deux êtres vivants dans laquelle l'hôte fournit une partie de sa propre nourriture au commensal.
Le commensalisme est une relation facultative, provisoire ou définitive, bénéfique pour le commensal, mais neutre (ni bénéfique, ni nuisible) pour l'hôte en matière de valeur sélective ou fitness. En cela il diffère du parasitisme qui est nuisible pour l'hôte, et du mutualisme qui correspond à une relation avec bénéfice mutuel.
Selon les auteurs anglo-saxons, la symbiose qui se définit comme toute interaction entre deux organismes hétérospécifiques, comprend le mutualisme, le commensalisme et le parasitisme.

## Concept
Le commensalisme est un concept théorisé par Pierre-Joseph Van Beneden (1809-1894) durant la seconde moitié du dix-neuvième siècle. Le zoologiste belge recense ainsi, dans son ouvrage Les commensaux et les parasites dans le règne animal publié en 1875, 264 exemples d'associations qu'il classe au sein du commensalisme.
Quelques espèces (comme certaines bactéries de la flore intestinale) sont devenues des espèces « commensales » de l'être humain qui les a involontairement introduites dans de nombreux écosystèmes et régions où elles n'existaient pas,.
D'ailleurs, le concept de commensalisme est présent dans l'étude actuelle du microbiome.
Si l'hôte fournit une partie de sa propre nourriture au commensal, il n’obtient en revanche aucune contrepartie évidente de ce dernier (la relation est à bénéfice non réciproque). À la différence du parasitisme le commensalisme est une association non destructrice pour l’hôte ; ce dernier peut tout à fait continuer à vivre et évoluer en présence du commensal et, le plus souvent, « ignore » tout de la relation. Les survies des deux organismes sont indépendantes.

## Exemples
Certains poissons séjournent dans le tube digestif d’holothuries dans lequel ils peuvent aller et venir (sous la condition qu'il n'y ait qu'un seul occupant, sinon, l'holothurie éjecte tout son intestin et les hôtes indésirables). Certains crabes, les pinnothères, sont commensaux des moules, jusqu'au moment où, la nourriture venant à manquer, ils deviennent parasites et se nourrissent du manteau de leur hôte. Certaines sociétés de coléoptères cohabitent avec les fourmis. Certains animaux utilisent d'autres animaux comme moyen de transport (phorésie).
La blatte, le moineau, le pigeon, le goéland argenté, la souris ou le rat et d'autres animaux sauvages (ou revenus à la vie sauvage, tels les chats harets) vivant auprès de l'homme sont des commensaux de ceux-ci, on parle alors plus précisément de synanthropie.